# Amable Dubois
Pour les articles homonymes, voir Dubois.
Amable Luglien Dubois, né le 18 septembre 1797 à Amiens, où il est mort le 6 septembre 1871, est un médecin et un homme politique français.

## Biographie
Son grand-père était chirurgien-major du régiment de Picardie, et son père, juge au tribunal civil d’Amiens. Reçu docteur de la Faculté de Paris en 1820, il est revenu exercer dans sa ville natale, où il a été, pendant douze ans, médecin du bureau de bienfaisance, puis médecin des épidémies ; médecin de la maison de correction départementale ; professeur à l’école secondaire de médecine ; secrétaire et président du conseil de salubrité ; secrétaire et président du comité central de vaccine et de la société médicale ; président de la société d’horticulture qu’il avait créée ; secrétaire du comité d’instruction primaire ; conseiller municipal ; chirurgien-major de la garde nationale ; membre de l’Académie d’Amiens, des Académies et sociétés littéraires d’Arras, Saint-Quentin, Cambrai, etc.
En 1830, il a utilisé l’influence qu’il avait acquise auprès des classes ouvrières pour aider puissamment à calmer l’agitation, et surtout pour empêcher le pillage des magasins de grains ; les articles qu’il écrit dans la Sentinelle picarde, dont il était un des principaux rédacteurs, montrent les avantages du commerce libre des grains pour empêcher, sinon la cherté du blé, du moins la disette. Par l’influence des préfets, ces articles ont été répétés dans les journaux des départements voisins.
Médecin de la maison de correction, il a demandé et obtenu un quartier séparé pour les jeunes détenus, jusqu’alors confondus avec les prisonniers adultes, ce qui donnait lieu à une déplorable promiscuité. Depuis, les enfants, complètement isolés, ont eu leur dortoir, leur salle d’étude, un maitre d’école, une cour pour leur récréation.
En 1832, médecin des épidémies, il a organisé dans deux arrondissements les secours contre le choléra ; pendant quatre mois, il va de commune en commune, partout ou apparait le fléau : secrétaire du conseil de salubrité, il rédige une instruction courte et claire où sont indiqués les moyens préservatifs et les premiers secoues à donner aux victimes de cette maladie.
Sur la demande de l’académie d’Amiens, il a rédigé un rapport sur la question des sucres, alors si débattue, sur la nécessité de protéger le sucre de betteraves, et par là l’agriculture. Dans ce rapport est adressé au ministre au nom de l’Académie, il s’est prononcé, dans toutes les circonstances, pour le système protecteur des intérêts français, en demandant toutefois que chaque industrie se mette en mesure pour supporter peu à peu la diminution des droits, afin d’arriver sans secousse à la libre concurrence.
Conseiller municipal d’Amiens de 1840 à 1848, il a été nommé, en 1848, par son département, représentant à l’Assemblée constituante. Il était du petit nombre de ceux qui n’ont pas voté la constitution Marrast, parce qu’elle devait, selon lui, amener l’anarchie et comme conséquence la dictature. Il a voté pour la présidence du prince Napoléon, siégeant avec la gauche modérée, puis dans la droite monarchiste opposée au prince-président.
Réélu à l’Assemblée législative, en 1849, il a fait partie d’un grand nombre de commissions, établi de nombreux rapports toujours approuvés par l’Assemblée. Il s’est élevé contre le projet Tourret d’une école normale d’agriculture à Versailles. Cette école ayant été, malgré son opposition, créée, mais bientôt elle succombe après avoir coûté des sommes énormes, et est remplacée par des écoles régionales, qu’il avait toujours recommandées ; il a été pendant quatre ans membre actif et énergique du grand parti de l'Ordre, qui voulait un gouvernement fort, s’appuyant sur la liberté.
Après le coup d’État du 2 décembre 1851, il renonce à la politique et reprend l’exercice de la médecine à Paris. En 1852, il est nommé second médecin inspecteur adjoint à l’établissement thermal de Vichy, et premier adjoint en 1854. Ses rapports annuels sur cette station thermale lui ont valu plusieurs fois l’approbation de l’Académie impériale de médecine, qui lui a décerné une médaille de bronze en 1863 et une médaille d’argent en 1865.